# Nába
Nába (německy Naab) je levý přítok Dunaje v Horní Falci ve východním Bavorsku v Německu. Vzniká spojením toku Haidenaab přitékajícího ze severozápadu a vodnatějšího Waldnaabu přitékajícího ze severu. Spolu s touto více než 99 km dlouhou levou pramennou řekou je Nába dlouhá asi 197 km. Ze svého povodí o rozloze 5514 km² zásobuje Dunaj 50,3 m³/s vody, což z ní činí nejbohatší levý přítok Dunaje nad Vídní. Do Dunaje se vlévá v Řezně. 

## Vývoj jména řeky Náby
Jméno před rokem 700 znělo Nebh, což je indo-evropské slovo pro „vlhký, vlhkost“ nebo „zvlhnout, zamlžit se“. Další doložené tvary jsou Nabas (700), Napa (885), Naba (885), Nabe (1199) a Nab (1245), z roku 1546 Naab.

## Tok řeky
Nába vzniká asi 2,5 kilometru severně od Luhe-Wildenau soutokem Waldnaab a Haidenaab. Mimo jiné také teče přes Schwandorf a Burglengenfeld na jih.
Největší přítok je Vils, který ústí zprava a teče od města Amberg. U města Schwarzenfeld do Náby ústí zleva Nemanický potok (německy Schwarzach).

### Obce a města podél Náby
- Tirschenreuth
- Neustadt an der Waldnaab
- Weiden in der Oberpfalz
- Erbendorf
- Pressath
- Luhe-Wildenau
- Wernberg-Köblitz
- Pfreimd
- Nabburg
- Schwarzenfeld
- Schwandorf
- Teublitz
- Burglengenfeld
- Kallmünz
- Duggendorf
- Pielenhofen
- Penk
- Etterzhausen
- Pettendorf
- Windischeschenbach